# 索袭
索袭（?—?），字伟祖，敦煌人，十六国时期河西名儒。
好读书，州郡举孝廉贤良方正，以疾辞。精通阴阳之术，前涼張茂主政期間，敦煌太守阴澹拜訪他，称道“味无味于恍惚之际，兼重玄于众妙之内。”著有大量天文、地理著作。卒年七十九。

## 延伸阅读
[在维基数据编辑]
 《晉書·卷094》，出自房玄齡《晉書》